# Lãnh địa Jawor
Duchy of Jawor (tiếng Ba Lan: Księstwo Jaworskie) là một trong những Lãnh địa công tước xứ Silesia được thành lập năm 1274 với tư cách là một phân khu của Lãnh địa Legnica. Nó được cai trị bởi Silesian Piasts, với thủ đô tại Jawor ở Lower Silesia.

## Địa lý

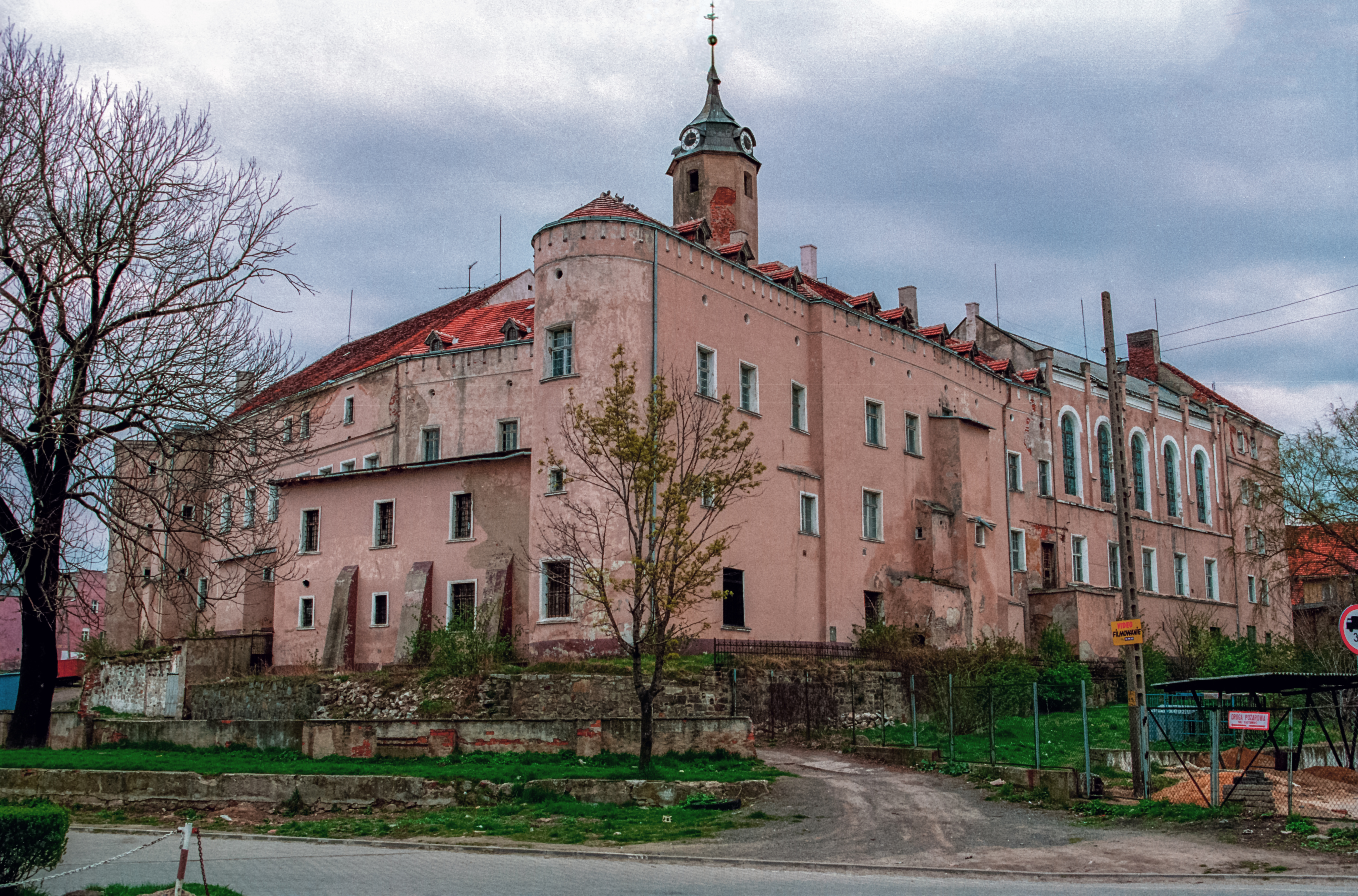
Lâu đài Jawor

Lãnh địa ban đầu trải dài từ Jawor trên sông Nysa Szalona về phía tây dọc theo sườn phía bắc của Sud Sud miền Tây đến dãy núi Jizera và sông Kwisa, tạo thành biên giới Silesian với vùng đất Milceni cũ của Upper Lusatia. Ở phía bắc, nó giáp với Lãnh địa Legnica còn lại và ở phía đông Công tước Silesia-Wrocław.
Nó bao gồm các thị trấn Bolków, Kamienna Góra, Lubawka, Lwówek, Świerzawa và (từ 1277) Strzegom.

## Lịch sử
Lãnh địa Silesian của Legnica từ năm 1248 đã nằm dưới sự cai trị của Công tước Bolesław II Rogatka. Khi con trai cả của Bolesław là Henry V the Fat kế vị cha mình là Công tước Legnica vào năm 1278, ông đã trao phân khu Jawor cho các em trai của mình là Bolko I the Strict và Bernard the Lightsome. Năm 1281, Bernard đã trở thành Công tước xứ Lwówek ở phía tây của vùng đất Jawor. 

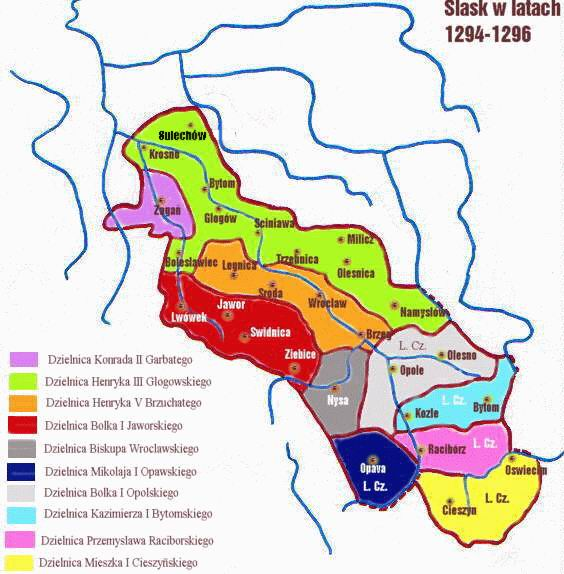
Lãnh địa Jawor-Świdnica (màu đỏ), 1294

Vào năm 1286, Bolko I lại thừa kế Lwówek từ anh trai mình và năm 1291 tiếp tục mở rộng lãnh thổ của mình bằng cách nhận Świdnica và Ziębice từ anh trai Henry V của Legnica. Những vùng lãnh thổ này đã hình thành phần phía nam của Công tước Silesia-Wrocław, mà Henry V đã có được sau cái chết của anh họ ông ấy - Công tước Henry IV Probus năm trước. Henry V, mặc dù được hậu thuẫn bởi Vua Wenceslaus II của Bohemia, nhưng cũng cần được hỗ trợ để giữ lại các thương vụ mua lại Wrocław của ông, chống lại tuyên bố của đối thủ là Công tước Henry III của Głogów. Từ 1288 Bolko, tôi đã có một nơi cư trú mới được xây dựng tại Lâu đài Książ ở vùng đất Świdnica. Trong một thời gian ngắn, công tước của ông đôi khi được gọi là Lãnh địa Jawor-Świdnica.
Những nỗ lực của Bolko để giành được Lãnh địa Nysa đã thất bại, tuy nhiên ông đã chiếm Paczków và có được Chojnów từ Công tước Henry III của Głogów. Sau khi ông qua đời vào năm 1301, cuối cùng các con trai của ông đã phân chia lãnh thổ của họ vào năm 1312: các vùng đất xung quanh Świdnica và Ziębice một lần nữa được tách ra thành các lãnh địa riêng biệt, trong khi Jawor được cai trị bởi Công tước Henry I. Sau khi ông qua đời vào năm 1346, lãnh địa đã được sáp nhập lại với Świdnica dưới sự cai trị của cháu trai Bolko II the Small.
Bolko II là công tước Piast cuối cùng giữ được độc lập khỏi Vương quốc Bohemia, tuy nhiên vì không có người thừa kế nam nên ông đã ký một hiệp ước thừa kế với vua Charles IV của Luxembourg, người kết hôn với cháu gái của Bolko là Anna von Schweidnitz vào năm 1353. Công tước đã chết vào năm 1368 và sau cái chết của góa phụ Agnes of Habsburg vào năm 1392, lãnh địa của ông cuối cùng đã bị Bohemian Crown sáp nhập.

## Hình ảnh

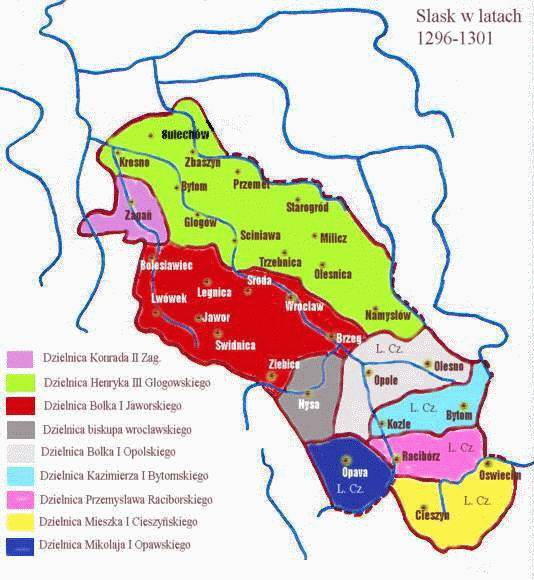
Sự phát triển của lãnh địa Jawor (màu đỏ) vào cuối những năm 1290
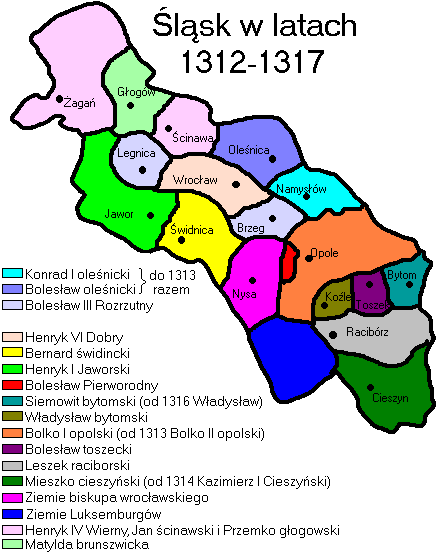
Lãnh địa Jawor (màu xanh lá cây nhạt) giảm xuống so với kích thước ban đầu vào năm 1312.